# 小行星1559
小行星1559（1559 Kustaanheimo）是一颗围绕太阳公转的小行星。1942年1月20日，利斯·奧特瑪在图尔库发现了此天体。
該小行星以芬蘭天文學家保羅·H·庫斯塔海默（Paul H. Kustaaheimo）命名。
这颗小行星的绝对星等为216.84343等。